# Post-grunge
El post grunge és un subgènere del grunge i del rock alternatiu sorgit a mitjans de la dècada dels 90.

## Orígens
Aquest gènere es caracteritza pels seus riffs simples. Com anteriorment s'anomena, el post grunge sona diferent, com a mínim un exemple clar és escoltar el post grunge d'una banda pop rock que és diferent al d'una de hard rock, tot i així aquest no perd la seva identitat.
Existeixen confusions quan es parla de com sona el post grunge, generalment el so és mantingut en qualsevol nota/acord i aquest després és desafinat, tornant després al so original i així successivament; també en general el so tracta d'imitar el so vocal del cantant, provocant que el ritme del riff segueixi el so vocal; a vegades les cançons post grunge no mantenen els típics sons instrumentals, però amb el fet de la lletra de la cançó que arribi tocar tema d'ideologies típiques del grunge, es fan post grunge també.

## Història
Corria l'abril de l'any 1994 quan va aparèixer mort el símbol del grunge, Kurt Cobain, acabant així amb la més famosa i influent formació de l'època grunge, Nirvana.
A causa d'aquests successos, encara que ja el 1993 ho feien, les companyies discogràfiques van començar a interessar-se per altres gèneres a part del grunge com el rock alternatiu, impulsant la creació de grups com la banda d'origen anglès de nom Bush considerada com la primera banda a editar un àlbum del gènere post grunge, amb el seu àlbum Sixteen Stone. Als Estats Units bandes com Everclear, Collective Soul anomenats com rock alternatiu juntament amb altres bandes que per aquells temps no tenien nom definit per al gènere que practicaven, com Red Hot Chili Peppers, R.E.M. i recentment Incubus.
Tot i així, l'èxit per aquest subgènere del grunge va ser la publicació de l'àlbum debut de Silverchair, Frogstomp, el 1995, eclipsant així a la resta de bandes que començaven a guanyar popularitat en aquell moment.
Durant la resta de la dècada, les formacions ja existents van continuar guanyant adeptes en el mainstream, bandes com Third Eye Blind o Sponge, convertint-se en un dels gèneres predominants en el mercat del rock alternatiu.
Les dones també van tenir un paper important en aquest gènere, Alanis Morissette per exemple, va ser una de les primeres dones a impulsar aquesta onada musical, principalment amb els seus àlbums tals com Jagged Little Pill, com també Tracy Bonham. A aquest li van seguir algunes dones també amb certes influències en aquest gènere tals com Dolores O'Riordan, Courtney Love.
Entre les anteriorment esmentades, solen tenir cançons amb aquesta ona, però no han estat comercialitzades, però tanmateix tenen tocs post grunge en algunes de les seves cançons. Tot i així cantants solistes amb influències més del pop rock i adult alternative, van experimentar amb el post-grunge amb un format més pop rock en aquestes cançons, tals cantants van ser Avril Lavigne, Marion Raven, Fiona Apple, entre d'altres.
A pesar del gran nombre de bandes i artistes sorgits en aquesta època en el panorama rock, cap regió del món sembla el punt en comú de totes aquestes formacions, al contrari del grunge i la ciutat de Seattle.
Tot i així, val la pena citar al centre de l'estat de Florida com a lloc impulsor de gran nombre de grups post grunge, amb bandes com Three Days Grace, Creed, autora de Human Clay, el major èxit des de Nevermind a l'arribar als onze milions de còpies, superant al també supervendes Frogstomp de Silverchair.
El declivi del gènere arribaria amb el nou segle, ja que nous gèneres anaven guanyant popularitat en les emissores de ràdio, fins llavors territori del rock alternatiu, com el pop i bandes com els Back Street Boys, entre d'altres. En conseqüència, molts dels grups de rock alternatiu d'aquella època incorporaven parts de nu metall i punk a les seves composicions, acabant amb la denominació "post grunge" en favor de "rock modern" o, en anglès, "modern rock".
Amb el nou mil·lenni va arribar la banda més exitosa del "post grunge" o "rock modern", Staind. La banda, originària de Massachusetts, amb el seu disc Break the Cycle va aconseguir vendre més de 8 milions de còpies i a més va posar al rock de tornada en els primers llocs dels rànquings mundials gràcies a èxits com "It's been awhile", "Outside" i "Epiphany".
Actualment, encara que amb una altra denominació, el gènere gaudeix d'una abundant popularitat amb grups com Puddle of Mudd, Seether, Staind, 12 Stones, Three Days Grace, Nickelback, Breaking Benjamin, 3 Doors Down o Razorback, i supergrups com Audioslave i Velvet Revolver.

## Comparacions amb el grunge
El post grunge és sovint caracteritzat com a gènere menys brut i amb més acceptació per part del "mainstream" que el grunge, i com la unió del grunge amb el pop per a fer-lo més comercial per part de les multinacionals discogràfiques, paradoxalment va en contra dels principis del grunge.
És per això que molts fans del grunge critiquen el post grunge per ser simplement còpies comercials de les grans estrelles del grunge. Tot i així, la majoria dels grups de rock des de l'escalabri del grunge han estat criticats per ser còpies comercials d'antigues bandes, sent especialment l'objecte de la majoria d'aquestes crítiques el nu metall.